# Gilbert Desmet
Gilbert Desmet   (Roeselare, 3 de febrer de 1931 - Rumbeke, 30 de juny de 2024) va ser un ciclista belga, que fou professional entre 1952 i 1967. Durant aquests anys aconseguí 100 victòries, entre les quals destaquen la Sageta Valona i la París-Tours. També portà el mallot groc del Tour de França durant 12 etapes en les seves 6 participacions en la cursa francesa.
Cal no confondre aquest ciclista amb un altre ciclista belga coetani de nom molt similar: Gilbert De Smet.

## Palmarès
- 1952
  - 1r del Circuit del Port de Dunkerque
  - 1r del Premi de Vichte
  - 1r del Premi de Staden
  - 1r del Premi de Ruislede
- 1953
  - 1r del Premi de Boom
- 1954
  - 1r d'Anvers-Herselt
  - 1r del Premi de Zottegem
  - 1r del Premi de Welle
  - 1r del Premi de Renaix
- 1955
  - 1r del Premi de Vichte
  - 1r del Premi de Moorsele
  - 1r del Premi d'Heule
  - 1r del Premi de Kortrijk
  - 1r del Premi de Desselgem
  - 1r del Premi d'Hamme
  - 1r del Premi d'Houthuslt
- 1956
  - 1r del Circuit de Flandes Oriental
  - 1r del Premi de Malines
  - 1r del Trofeu de les Tres Nacions i vencedor d'una etapa
  - 1r del Critèrium de Beernem
- 1957
  - 1r al Circuit de Houtland
  - 1r del Circuit de les Regions Frontereres
  - 1r del Circuit de les Tres Viles Germanes
  - 1r de la Geraarsbergen-Anzegem
  - 1r del Critèrium d'Avelgem
  - 1r del Critèrium de Château-Chinon
  - 1r del Premi de Saint-Andries
  - 1r del Premi de Kortrijk
  - 1r del Critèrium de Beernem
- 1958
  - 1r de la París-Tours
  - 1r de la Kuurne-Brussel·les-Kuurne
  - 1r al Circuit de Houtland
  - Vencedor d'una etapa a la Volta a Espanya
  - 1r del Critèrium de Beernem
  - 1r del Critèrium de Zingem
  - 1r del Premi d'Handzame
  - 1r del Critèrium d'Eeklo
  - 1r del Premi de Roulers
  - 1r del Premi d'Eke
- 1959
  - 1r del Circuit dels Cinc Turons
  - 1r del Premi de Mortsel
  - 1r del Premi de Diksmuide
  - 1r del Premi de Gistel
  - 1r del Premi de Zele
  - 1r del Premi de Kortrijk
  - 1r del Premi de Desselgem
  - 1r del Premi de Meulebeke
  - 1r del Premi de Langemark
  - 1r al Gran Premi Marcel Kint
  - 1r del Premi de Ronse
  - 1r del Premi de Westrozebeke
  - 1r del Premi d'Heusden
  - 1r del Premi d'Herenthout
- 1960
  - 1r al Campionat de Flandes
  - 1r de la Ginebra-Roma i vencedor d'una etapa
  - Vencedor d'una etapa de la París-Niça
  - 1r del Premi de Desselgem
  - 1r del Critèrium de Ronse
  - 1r del Premi de Bellegem
  - 1r del Premi de Zele
  - 1r del Premi de Nokere
  - 1r del Premi de Buggenhout
  - 1r del Premi de Kortemark
  - 1r del Premi d'Handzame
- 1961
  - 1r al Gran Premi de la Indústria i el Comerç de Prato
  - Vencedor d'una etapa del Giro de Sardenya
  - 1r del Premi de Bellegem
  - 1r del Premi de Roeselare
  - 1r del Premi d'Alsemberg
  - 1r del Premi d'Ede
  - 1r del Premi d'Assebroek
  - 1r del Premi de Koersel
- 1962
  - 1r del Circuit de les Tres Províncies
  - 1r de la Sageta costanera
  - Vencedor d'una etapa de la Volta a Suïssa
  - 1r del Critèrium de Riom
  - 1r del Critèrium de Vailly-sur-Sauldre
  - 1r del Critèrium de Brioude
  - 1r del Critèrium de Saint-Georges-de-Chesné
- 1963
  - Vencedor de 2 etapes dels Quatre dies de Dunkerque
  - 1r del Critèrium de Brioude
  - 1r del Premi de Desselgem
  - 1r del Critèrium de Woluwe
  - 1r del Critèrium de Mons
  - 1r del Critèrium de Tro-Ker a Guerlesquin
  - 1r del Critèrium de De Panne
- 1964
  - 1r de la Sageta Valona
  - 1r dels Quatre dies de Dunkerque
  - Vencedor d'una etapa de la Volta a Luxemburg
  - 1r del Critèrium de Pommeroeul
  - 1r del Critèrium de Boulogne
- 1965
  - 1r al Circuit de Houtland
  - Vencedor d'una etapa del Critèrium del Dauphiné Libéré
- 1966
  - 1r del Gran Premi d'Orchies
  - 1r del Premi de Zonnebeke
  - 1r del Premi de Kortemark

### Resultats al Tour de França
- 1956. 21è de la classificació general. Porta el mallot groc durant 2 etapes
- 1958. Abandona (20a etapa)
- 1962. 4t de la classificació general
- 1963. Abandona (17a etapa). Porta el mallot groc durant 10 etapes
- 1964. 8è de la classificació general
- 1965. 16è de la classificació general

### Resultats al Volta a Espanya
- 1958. 12è de la classificació general i vencedor d'una etapa

### Resultats al Giro d'Itàlia
- 1960. Abandona